# Fieberiella duffelsi
Fieberiella duffelsi är en insektsart som beskrevs av Wagner 1963. Fieberiella duffelsi ingår i släktet Fieberiella och familjen dvärgstritar. Inga underarter finns listade i Catalogue of Life.